# M57 motorway
Der M57 motorway (englisch für Autobahn M57), auch als Liverpool Outer Ring Road bekannt, ist eine 1972 und 1974 in Betrieb genommene, 16 km lange Autobahn in England, die östlich von Liverpool in Merseyside vom M62 motorway bis kurz vor den M58 motorway führt. Sie nimmt ihren Ausgang (junction 1) am Knoten (junction 6) des M62 motorway, verläuft zwischen Huyton und Prescot in nordwestlicher Richtung, kreuzt die A580 road, führt dann westlich an Kirkby westlich vorbei bis zur Kreuzung Switch Island in Aintree.